# Prémio Birgit Nilsson

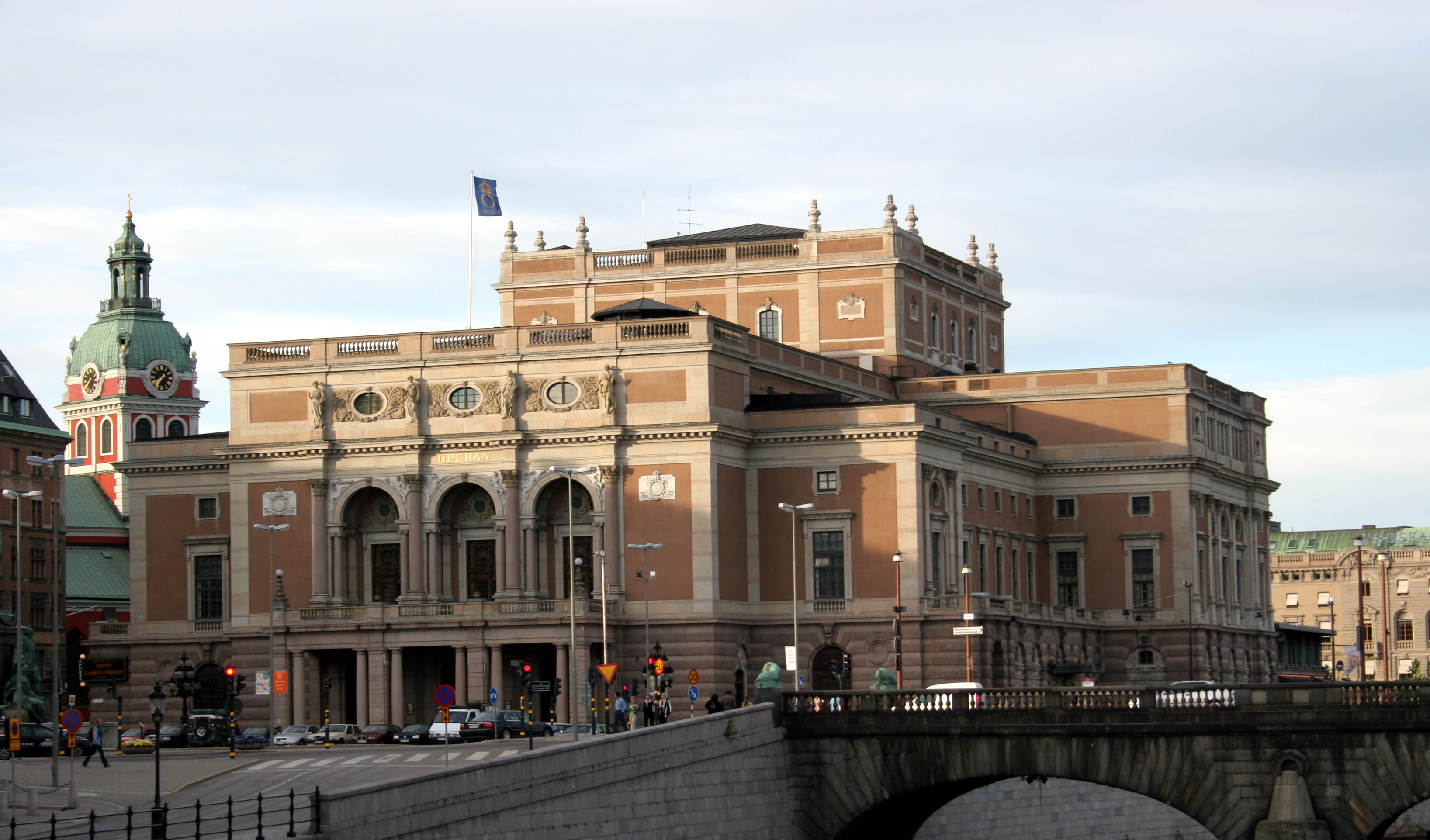
Ópera Real de Estocolmo – onde é entregue o Prémio Birgit Nilsson

O Prémio Birgit Nilsson (em sueco: Birgit Nilsson-priset; em inglês: The Birgit Nilsson Prize) é um prémio internacional de música clássica no valor de 1 milhão de dólares americanos.
Este prémio foi instituído em 2008, três anos após o falecimento da cantora sueca, e é destinado a recompensar um cantor, um maestro ou uma produção dentro do campo da música clássica.
A atribuição de este prémio é feita cada dois ou três anos.
Foi a própria Birgit Nilsson que escreveu o nome do premiado num envelope só agora aberto.

## Laureados
- 2009 Plácido Domingo
- 2011 Riccardo Muti
- 2014 Orquestra Filarmônica de Viena
- 2018 Nina Stemme